# Yours, Dreamily,
Yours, Dreamily, — дебютний студійний альбом американського рок гурту The Arcs, виданий 14 вересня 2015-го року на лейблі Nonesuch Records.

## Список пісень
| #   | Назва                                | Тривалість |
| --- | ------------------------------------ | ---------- |
| 1.  | «Once We Begin (Intro)»              | 0:31       |
| 2.  | «Outta My Mind»                      | 3:34       |
| 3.  | «Put a Flower in Your Pocket»        | 3:55       |
| 4.  | «Pistol Made of Bones»               | 3:22       |
| 5.  | «Everything You Do (You Do for You)» | 3:07       |
| 6.  | «Stay in My Corner»                  | 3:19       |
| 7.  | «Cold Companion»                     | 3:55       |
| 8.  | «The Arc»                            | 3:52       |
| 9.  | «Nature's Child»                     | 3:12       |
| 10. | «Velvet Ditch»                       | 3:12       |
| 11. | «Chains of Love»                     | 3:11       |
| 12. | «Come & Go»                          | 4:00       |
| 13. | «Rosie (Ooh La La)»                  | 3:46       |
| 14. | «Searching the Blue»                 | 3:01       |

## Учасники запису
- Ден Ауербах — головний вокал, електрична гітара, бас-гітара, клавішні, синтезатор
- Леон Мікельс — орган, фортепіано, клавішні, синтезатор, орган Хаммонда
- Нік Мовшон — бас-гітара
- Гомер Стенвейз — ударні
- Річард Свіфт — ударні, акустична гітара
- Кенні Воган — баритон-гітара, гітара

## Чарт
| Чарт (2015)                                  | Найвища позиція |
| -------------------------------------------- | --------------- |
| Australian Albums (ARIA)                     | 75              |
| Бельгія Belgian Albums (Ultratop Flanders)   | 46              |
| Бельгія Belgian Albums (Ultratop Wallonia)   | 102             |
| Нідерланди Dutch Albums (MegaCharts)         | 37              |
| Франція French Albums (SNEP)                 | 90              |
| Німеччина German Albums (Media Control)      | 64              |
| Італія Italian Albums (FIMI)                 | 94              |
| Швейцарія Swiss Albums (Schweizer Hitparade) | 34              |
| Велика Британія UK Albums (OCC)              | 40              |
| US Billboard 200                             | 27              |